# Şenol Güneş
Şenol Güneş (Trabzon, 1 de junho de 1952) é um ex-futebolista e treinador de futebol da Turquia. É reconhecido até hoje como o técnico da Seleção Turca de Futebol que foi semifinalista na Copa do Mundo de 2002, neste que continua a ser o melhor resultado do país em competições internacionais de futebol. Atualmente comanda o Beşiktaş.

## Carreira
Güneş, que atuava como goleiro, começou a carreira profissional em 1972, no Erdoğdu Gençlik. Não chegou a atuar em nenhuma partida por esta equipe, e um ano depois já estava defendendo outra equipe de menor porte, o Akçaabat Sebatspor, onde ficou por dois anos.
Güneş foi contratado pelo Trabzonspor no ano de 1975, e atuou em 453 oportunidades pelos rubroazulinos, até sua aposentadoria como atleta, em 1987, aos 35 anos.

## Fora das quatro linhas
A carreira de Güneş como treinador de equipes começou também em 1987, no Trabzonspor, que foi comandado por ele em outras três oportunidades (1992-1996, 2004-2005 e desde 2009). Comandou também Boluspor, İstanbulspor, Antalyaspor, Sakaryaspor e FC Seoul, única equipe não-turca comandada por Güneş.

## Seleção
Sua estreia na Seleção Turca deu-se em 1977, e a última partida aconteceu em 1986. Güneş comandou a equipe na Copa de 2002, levando a Turquia ao terceiro lugar, e na Copa das Confederações de 2003.

## Títulos

### Como jogador

#### Trabzonspor
- Campeonato Turco (6): 1975–76, 1976–77, 1978–79, 1979–80, 1980–81 e 1983–84
- Copa da Turquia (3): 1976–77, 1977–78 e 1983–84
- Supercopa da Turquia (6): 1976, 1977, 1978, 1979, 1980 e 1983

### Como treinador

#### Trabzonspor
- Copa da Turquia (2): 1994–95 e 2009–10
- Supercopa da Turquia (2): 1995 e 2010

#### Beşiktaş
- Campeonato Turco (2): 2015–16 e 2016–17

## Campanhas de destaque

### Como jogador

#### Trabzonspor
- Vice-campeão do Campeonato Turco (3): 1977–78, 1981–82 e 1982–83
- Vice-campeão da Copa da Turquia (1): 1984–85
- Vice-campeão da Supercopa da Turquia (2): 1981 e 1984

### Como treinador

#### Trabzonspor
- Vice-campeão do Campeonato Turco (4): 1994–95, 1995–96, 2004–05 e 2010–11

#### Seleção Turca
- Copa do Mundo FIFA (3º lugar): 2002

- Copa das Confederações (3º lugar): 2003

#### FC Seoul
- Vice-campeão da Copa da Coreia do Sul (1): 2007

- Vice-campeão do Campeonato Sul-coreano (1): 2008

#### Bursaspor
- Vice-campeão da Copa da Turquia (1): 2014–15

#### Beşiktaş
- Vice-campeão da Supercopa da Turquia (2): 2016 e 2017